# اوکور (آذربایجان)
اوکور (به ترکی آذربایجانی: Ukur) یک منطقه مسکونی در جمهوری آذربایجان است که در شهرستان قوسار واقع شده است. اوکور ۶۴۹ نفر جمعیت دارد.